# Edmund Prost
Edmund Kazimierz Prost (ur. 9 kwietnia 1921 w Janowie Lubelskim, zm. 20 stycznia 2008 w Lublinie) – polski lekarz weterynarii, profesor nauk weterynaryjnych, specjalista higieny zwierząt rzeźnych i żywności pochodzenia zwierzęcego.

## Życiorys
Maturę uzyskał w Gimnazjum im. Stefana Czarnieckiego w Chełmie w 1939 roku. Wybuch wojny spowodował, że studia rozpoczął dopiero w 1944 roku, na Wydziale Weterynaryjnym Uniwersytetu Marii Curie-Skłodowskiej. W czasie studiów został zatrudniony przez Alfreda Trawińskiego w Katedrze Higieny Środków Spożywczych. 
Studia ukończył w 1949 roku uzyskując dyplom lekarza weterynarii. Tytuł profesora nauk weterynaryjnych otrzymał w 1964 roku.
Po reorganizacji uczelni w 1955 roku jego katedra znalazła się w strukturze Akademii Rolniczej w Lublinie. Edmund Prost był kierownikiem Katedry Higieny Żywności w latach 1961– 1991. Od 1962 do 1966 pełnił funkcję dziekana Wydziału Weterynaryjnego, a w latach 1981– 1987 rektora Akademii Rolniczej w Lublinie. Od 1991 do 2008 roku był prezesem Lubelskiego Towarzystwa Naukowego.
Otrzymał tytuły doktora honoris causa Uniwersytetu Humboldtów w Berlinie (1990) oraz  Akademii Rolniczej w Lublinie (1999).
Pochowany w części ewangelickiej cmentarza przy ulicy Lipowej w Lublinie (kwatera 3-1-12).

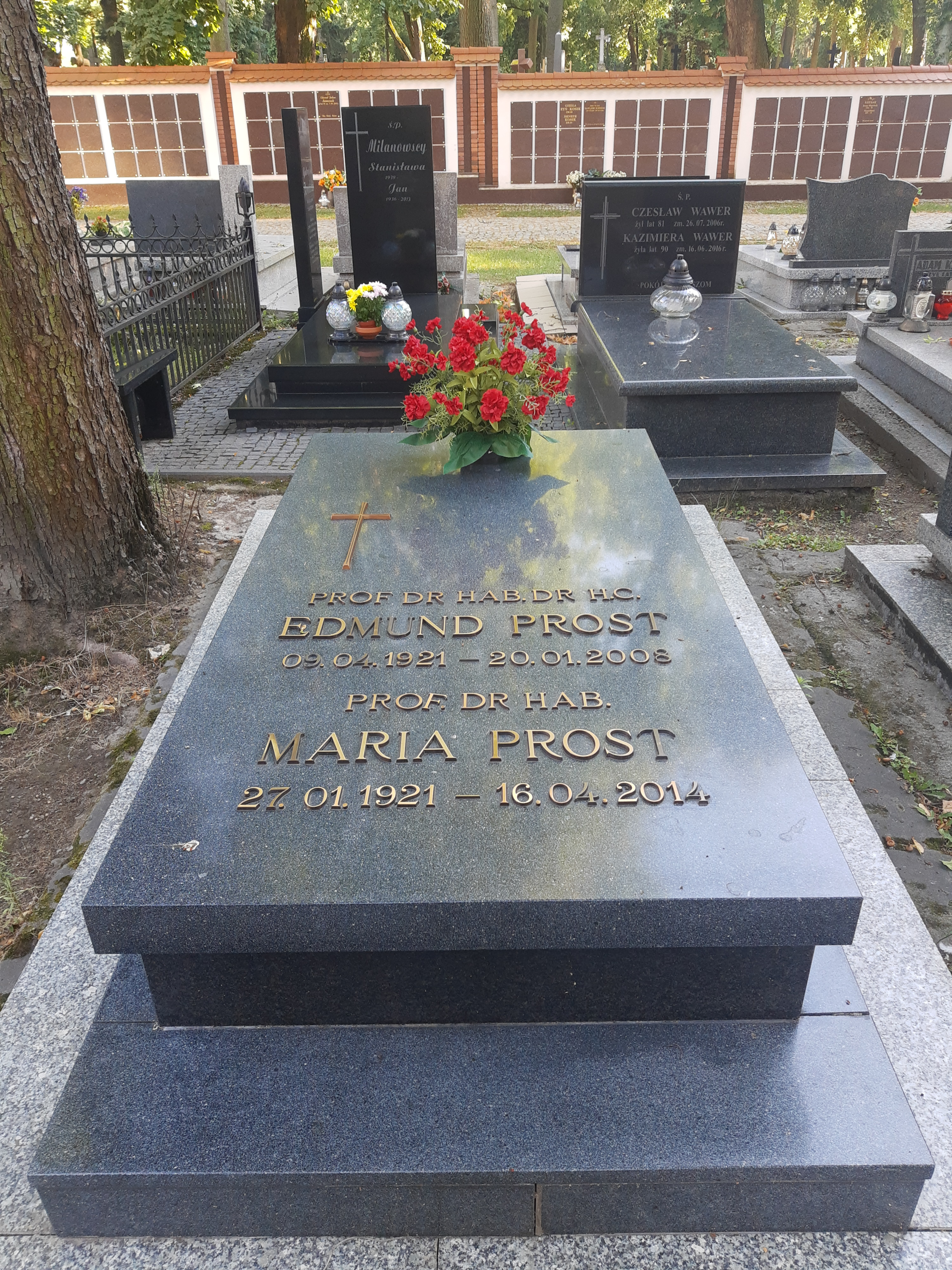
Grób prof. Edmunda i Marii Prostów na cmentarzu przy ulicy Lipowej

Jego syn, Marek Prost, jest profesorem okulistyki.

## Wybrane publikacje
- Sól w zarysie historycznym i jej znaczenie biologiczne (1950)
- Badania nad wpływem warunków termicznych na stopień zasolenia boczków, z uwzględnieniem ogólnych problemów przechowywania tłuszczy zwierzęcych (1951)
- Zmiany histologiczne tkanki mięśniowej pod wpływem solanek (1952)
- Uzyskiwanie i przetwórstwo krwi zwierząt rzeźnych (1952)
- Badanie i ocena zwierząt rzeźnych i mięsnych (1973)
- Higiena zwierząt rzeźnych i mięsa (1974)
- Higiena mięsa: podręcznik akademicki
- Metody laboratoryjnych badań sanitarnych żywności zwierzęcego pochodzenia (1976)
- Wybitni polscy lekarze weterynarii XX wieku w nauce i zawodzie (2005, opracowanie, ISBN 83-87833-58-4)